# Brahmina itohi
Brahmina itohi är en skalbaggsart som beskrevs av Kobayashi 2000. Brahmina itohi ingår i släktet Brahmina och familjen Melolonthidae. Inga underarter finns listade.